# François Delecour
François Delecour (Cassell, França, 30 de Agosto de 1962) é um ex-piloto de ralis. 

## Carreira
Começou inicialmente ao volante de um Ford Escort RS Cosworth, tendo terminado nos primeiros lugares na temporada de 1993. Em janeiro de 1994 ainda era piloto da Ford, tendo ganho no rallie de abertura em Monte Carlo, contudo mais tarde falhou a luta pelo título.
Mudou-se mais tarde para a marca francesa da Peugeot, tendo pilotado diversos modelos da marca durante a década de 90, tendo continuado a marcar pontos, particularmente em ralis de asfalto mas com carros de 2 litros. Ajudou a preparar o novo carro da marca, o Peugeot 206 WRC, o qual estava a ser preparado para provas muito duras, tendo como companheiro de equipa o compatriota Gilles Panizzi. 
Delecour voltou para a Ford na temporada de 2001. A equipa norte-americana estava disposta a fazer uma equipa sólida capaz de lutar pelo título mundial, mas com os resultados a não serem os esperados, novamente e na temporada de 2002, Delecour mudou-se para a equipa japonesa da Mitsubishi, tendo como companheiro de equipa Alister McRae, que tinha sido igualmente dispensado da sua antiga equipa, pelo tetra campeão mundial Tommi Mäkinen.
Infelizmente, para os dois colegas de equipa e para a marca nipónica, a temporada tinha sido pouco proveitosa, tendo a Mitsubishi abandonado no final da temporada, o que significava o chegar ao fim da carreira de Delecour.

### Vitórias no WRC
| # | Evento                                              | Temporada | Co-piloto        | Carro                   |
| - | --------------------------------------------------- | --------- | ---------------- | ----------------------- |
| 1 | 27° Rallye de Portugal                              | 1993      | Daniel Grataloup | Ford Escort RS Cosworth |
| 2 | 37ème Tour de Corse - Rallye de France              | 1993      | Daniel Grataloup | Ford Escort RS Cosworth |
| 3 | 29° Rallye Catalunya-Costa Brava (Rallye de España) | 1993      | Daniel Grataloup | Ford Escort RS Cosworth |
| 4 | 62ème Rallye Automobile de Monte-Carlo              | 1994      | Daniel Grataloup | Ford Escort RS Cosworth |